# Chopin Hill
Chopin Hill är en kulle i Antarktis. Den ligger i Västantarktis. Argentina, Chile och Storbritannien gör anspråk på området. Toppen på Chopin Hill är 600 meter över havet.
Terrängen runt Chopin Hill är huvudsakligen platt. Chopin Hill är den högsta punkten i trakten. Trakten är obefolkad. Det finns inga samhällen i närheten.